# Psalidomyrmex

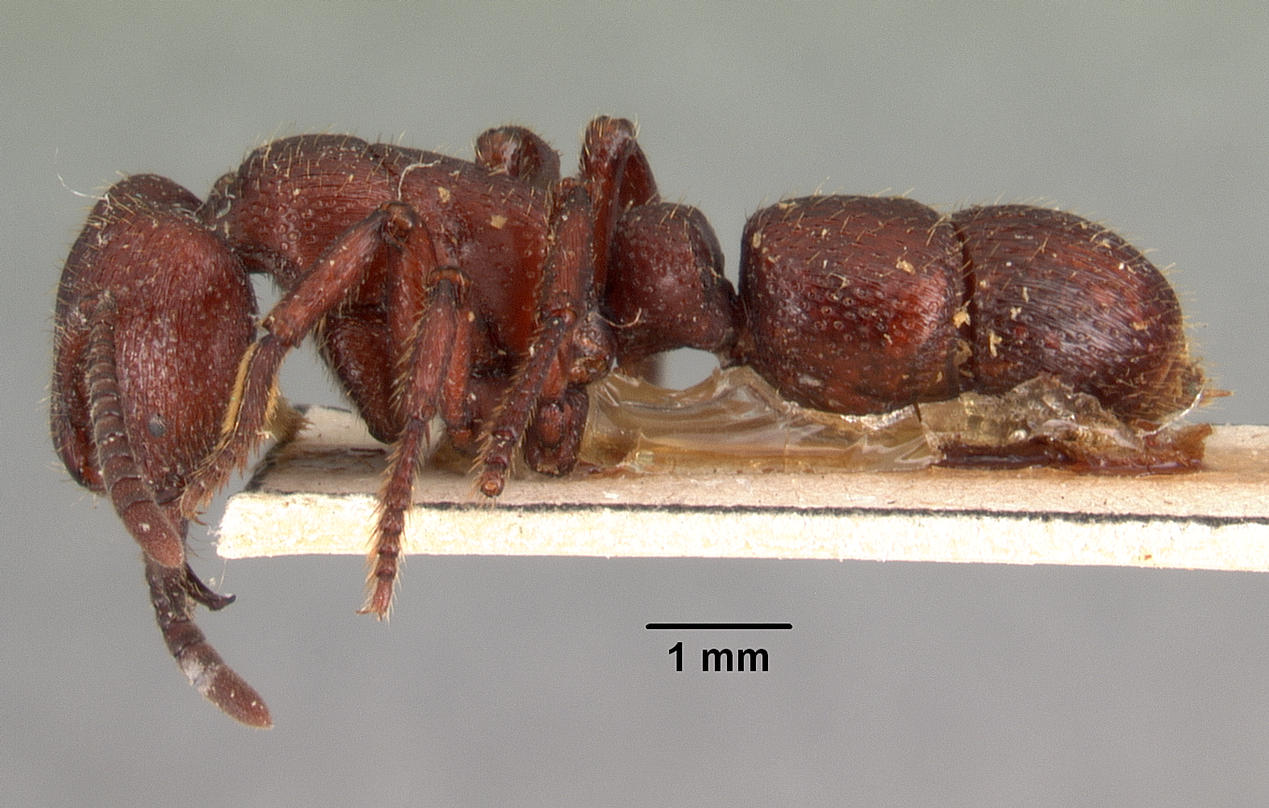
Psalidomyrmex foveolatus

Psalidomyrmex (лат.) — род муравьёв (Formicidae) из подсемейства Ponerinae. 6 видов. Эндемики Африки.

## Описание
Среднего размера муравьи. Длина рабочих особей от 9 до 16 мм, красновато-коричневого и чёрного цвета. Усики 12-члениковые (у самцов 13-члениковые). Нижнечелюстные щупики состоят из 3 члеников, нижнегубные — из 4 сегментов. Мандибулы капкановидные широкотреугольные, с 1-11 зубчиками на жевательном крае. Средние и задние ноги с одной голенной шпорой. Стебелёк между грудкой и брюшком состоит из одного членика петиоля. Хищники, например, вид Psalidomyrmex procerus известен как специализированный охотник на дождевых червей (Lévieux, 1982; Déjean et al., 1992). Часть гнёзд найдены почве, а часть в покинутых термитниках. Обнаружены в подстилочном слое тропических лесов Западной и Экваториальной Африки от Сьерра-Леоне до Кении.

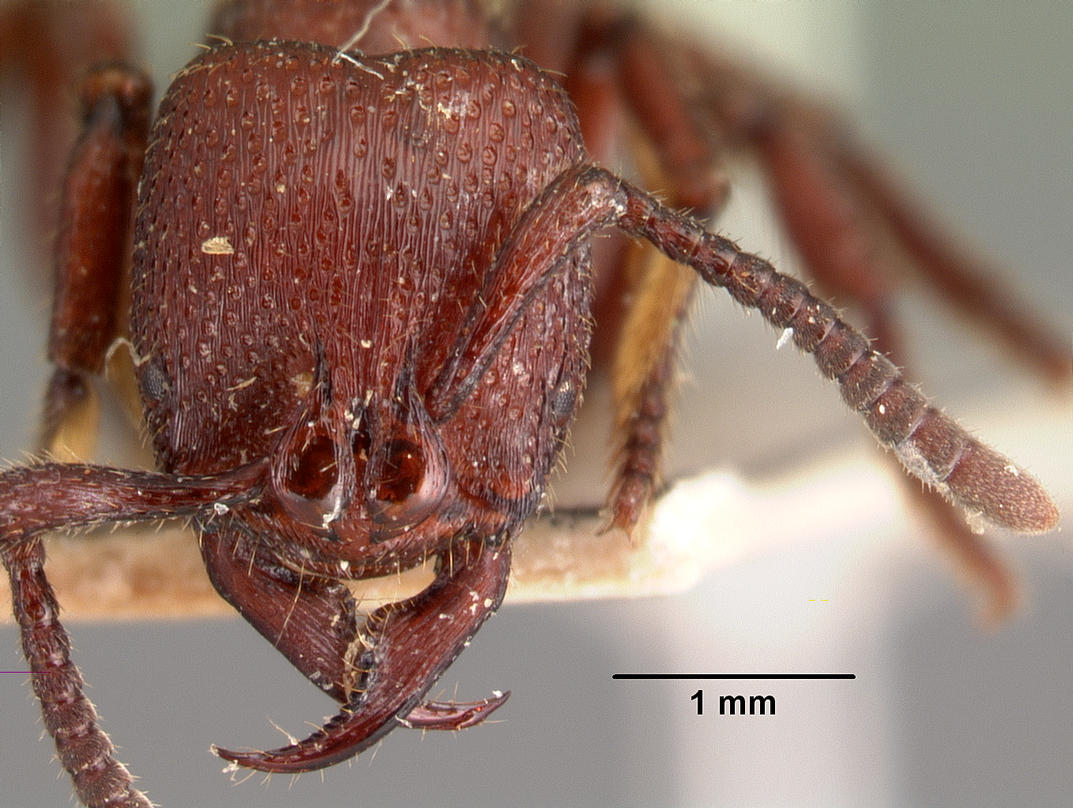
Psalidomyrmex foveolatus
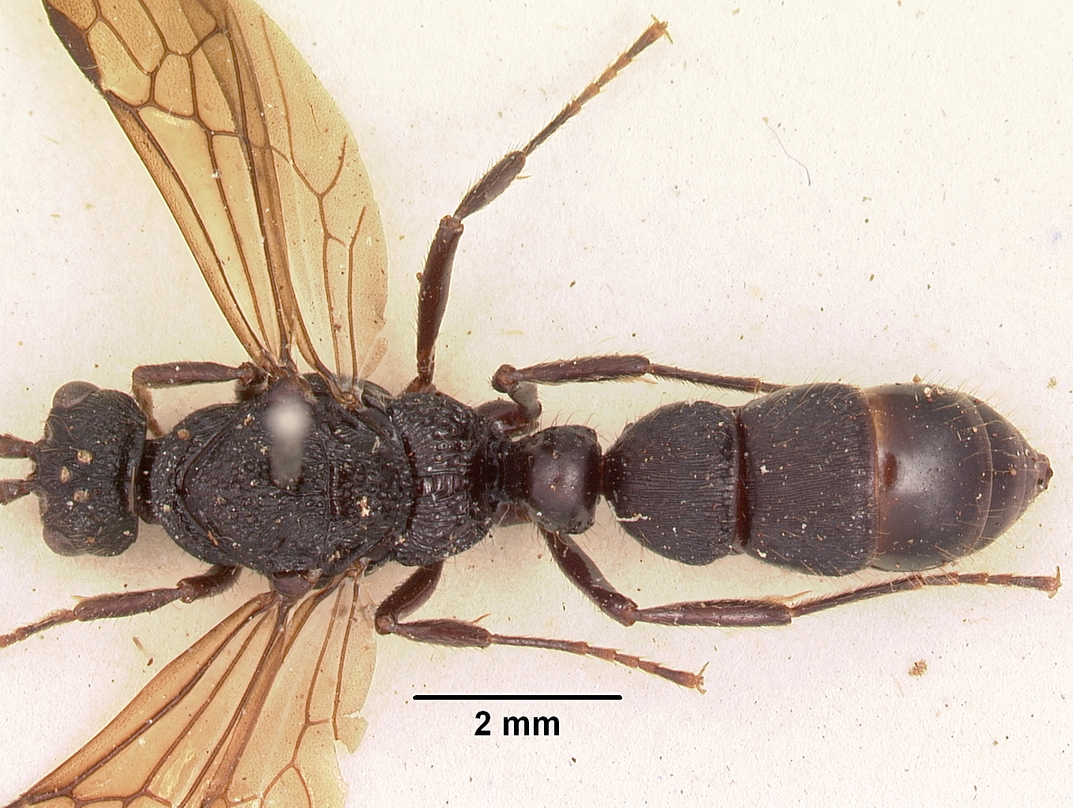
Psalidomyrmex procerus
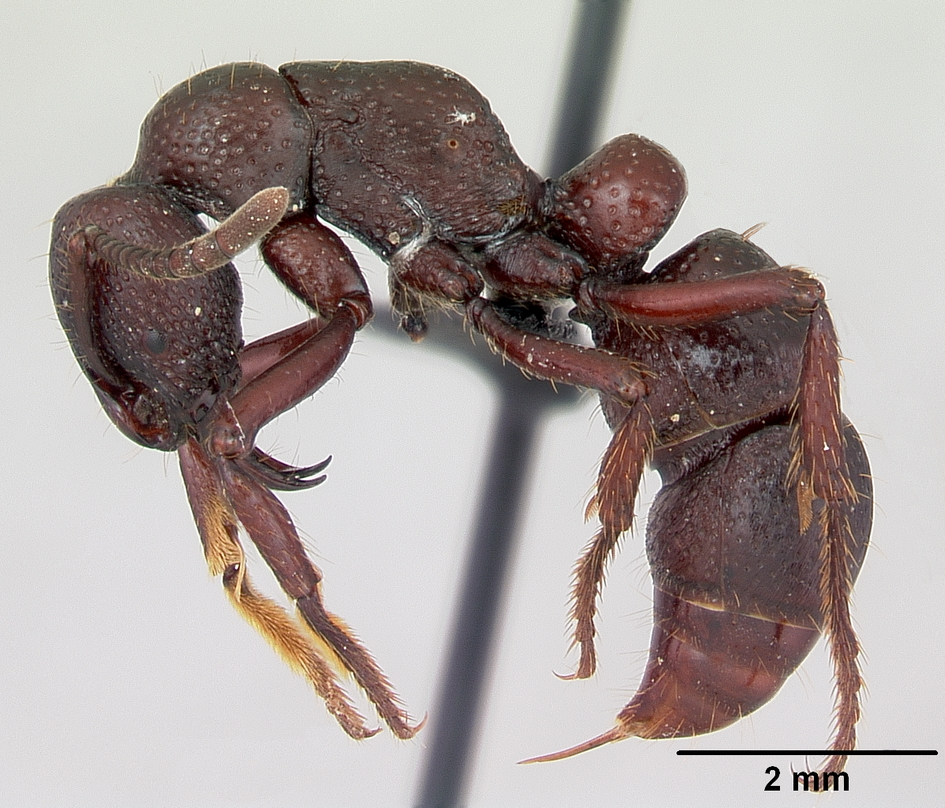
Psalidomyrmex procerus

## Систематика
6 видов. В 2009 году Крис Шмидт (Schmidt, 2009), проведя молекулярно-генетический филогенетический анализ подсемейства понерины включил род Psalidomyrmex в состав родовой группы Plectroctena genus group (Ponerini).
- Psalidomyrmex feae Menozzi, 1922[5]
- Psalidomyrmex foveolatus André, 1890[6]
- Psalidomyrmex procerus Emery, 1901
- Psalidomyrmex reichenspergeri Santschi, 1913[7]
- Psalidomyrmex sallyae Bolton, 1975[1]
- Psalidomyrmex wheeleri Santschi, 1923[8]